# カシミア

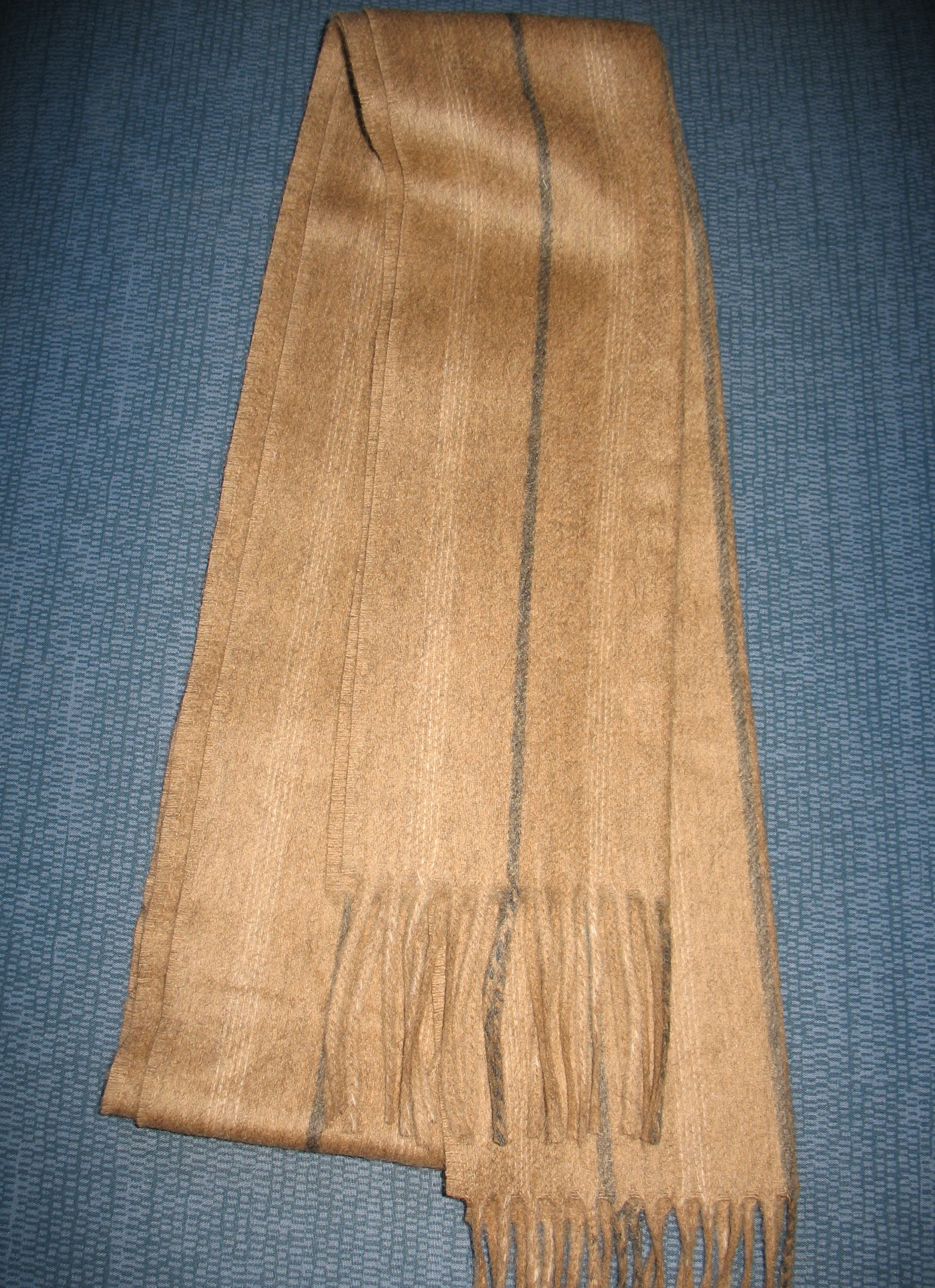
カシミア製のマフラー

カシミア（英: cashmere）は、カシミアヤギ（カシミアゴート）から取れた動物繊維（獣毛）、またそれを織った毛織物。日本の家庭用品品質表示法上の表記はカシミヤ。
名前はインドの北部高山地帯のカシミール（Kashmir）地方の古い綴りに因む。シルクロードを経てローマに運ばれてこの名が起こったとされる。

## 特徴
カシミアヤギ（カシミアゴート）は1頭当たりの産毛量が少なく、軽い、手触りがよい、暖かいという特徴を有する。その高価さもあいまって「繊維の宝石」とも呼ばれる。
カシミアヤギ（カシミアゴート）のうぶ毛は、表皮と皮質層からなり、ウールと同じように表面をスケールが覆っている。1本の繊維は中央が太く、毛根と毛先の両端に向かって細くなっている。
カシミアの原毛は、色によってホワイト、ライトグレー、ブラウン、ライトフォーンに分けられる。
物理的性質では、羊毛と比較すると強力はほぼ同じだが、伸度がはるかに大きい。化学的性質では、羊毛よりも繊度が細かく湿潤性が高い。
品質は、毛の細さ、白さ、長さが基準となる。細いほどしなやかな光沢がでて、肌ざわりも柔らかい。白ければ漂白が不要で傷みが少なく、きれいな染色が可能である。毛が長いと、紡績中にほどけて糸が切れたり、抜け毛で毛玉になるのを防ぐことができる。

## 生産
カシミアヤギの表面は全身剛毛（刺毛）で覆われており、その下に柔らかいウール（うぶ毛）がある。刺毛は表皮、皮質層、髄からなるが、カシミアヤギの刺毛の髄は毛根部と先端部にはなく部分的に存在し特異な構造である。ウールの採毛は5月から6月に熊手状の器具などで行われるが、時期が遅れると品質や量が低下する。1頭から150g-250gしか取れず、セーターを作るにはヤギ約4頭分の毛が必要となる。
カシミアヤギは主に中国、モンゴル、イランなどの山岳地帯に生育する。
未精製のカシミア繊維の最大の生産国は中国で、採取量は1年あたり約10,000トンと推定される。モンゴルは3,000トン以上、他の生産国はインド、パキスタン、イラン、アフガニスタン、トルコと中央アジア諸国である。カシミア繊維の世界総採取量は推定15,000–20,000トン/年である。これらの地域では、カシミアは重要な輸出品となっている。
この繊維から、油脂、ほこりと剛毛を取り除くと、製品としてのカシミアができる。山羊1頭あたり500gの繊維が、最少で150gとなり、世界の生産量は約6,500トン/年と推定される。
肌触りの良さと希少性から高級素材として人気が高いが、識別方法の難しさから羊毛などを混ぜる偽装が後を絶たず、「流通量は生産量の4倍」と言われている。しかし2009年9月、岩手県立大学の倉林徹教授らの研究チームが、テラヘルツ波を照射し、振動波を確認してカシミヤの純度を数分で識別する技術を開発した。実用化により偽物排除に一役買うことが期待されている。

## 用途
カシミアは染色し、糸にすることで、セーター、マフラー、帽子、手袋、ソックス、コート、ジャケット、パンツ、パジャマ、スカーフ、毛布などに用いられる。高価な素材のため、羊毛や化学繊維と混紡して使用することもある。